# 褚平
褚平（1952年7月—），男，汉族，辽宁辽阳人，中华人民共和国政治人物，中国共产党党员。天津大学建筑系建筑学专业毕业。

## 生平
1980年8月，从天津大学毕业后，历任天津大学建筑系助教、天津大学团委副书记。
1986年9月，调至中国青年政治学院，历任中国青年政治学院青年工作系党总支书记，中国青年政治学院党委常委、青年工作系党总支书记，中国青年政治学院党委常委、总务长，中国青年政治学院党委常委、副院长兼纪委书记，中国青年政治学院党委副书记、副院长，中国青年政治学院党委书记、第一副院长。
2004年9月，调任全国工商联党组成员、秘书长，11月兼任办公厅主任。2006年5月，任全国工商联党组成员、副主席兼秘书长。2007年11月，任全国工商联党组副书记、副主席兼秘书长。2009年8月，任全国工商联党组副书记、副主席。2008年，当选第十一届全国人民代表大会浙江地区代表，并担任第十一届全国人民代表大会内务司法委员会委员。
2013年3月，任第十二届全国政协经济委员会副主任，中国老龄产业协会副会长。2016年2月，被撤销全国政协经济委副主任职务、全国政协委员资格。